# Хамон (страва)

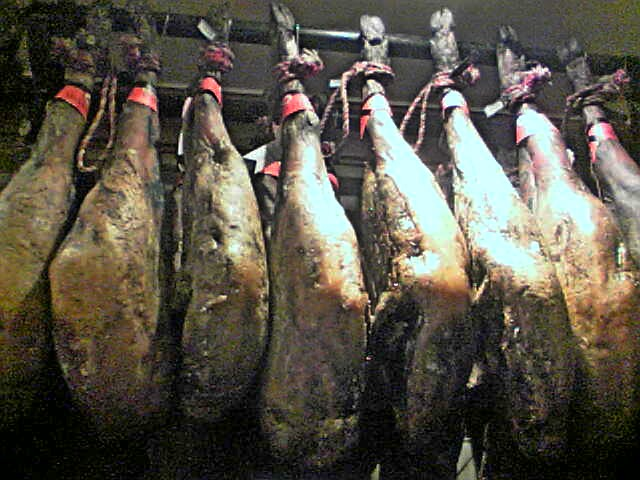
Хамон «пата негра»

Хамо́н (ісп. jamón — «окіст») — іспанський національний делікатес, сиров'ялене свиняче стегно.

## Типи хамона
Хамон буває двох основних видів: хамон Серрано (ісп. jamón serrano, «гірський хамон») і, як правило, дорожчий — хамон іберико (ісп. jamón ibérico, який ще називають pata negra — «чорна нога»). Вони різняться способом і тривалістю приготування. Та найсуттєвіша відмінність між хамоном серрано та хамоном іберико — порода свиней і їхня дієта. Ззовні їх можна відрізнити за кольором ратиці: у серрано — біла, у іберико — чорна. Свиней, з яких виготовляють найдорожчі сорти іберико, наприклад Bellota, вигодовують винятково жолудями. Через це ціна може досягати двохсот євро за кілограм.
- Серрано — відмінна ознака: біла свиня, хамон має білу ратицю.
  - Curado — витриманий 7 місяців.
  - Reserva — витриманий 9 місяців.
  - Bodega — витриманий 12 місяців.

- Іберико — відмінна ознака: чорна свиня, хамон має чорну ратицю.
  - Recebo — виготовляють зі свиней, відгодованих фуражем та жолудями.
  - Bellota — виготовляють зі свиней, відгодованих повністю жолудевою дієтою.

Хамоном зазвичай називають продукт, який готують із задньої ноги свині, тобто — стегна. З передньої ноги, або лопатки, виготовляють «палети».

## Приготування хамону
Свиняче стегно засипають великою кількістю солі, щоб прискорити процес зневоднення. Час соління залежить від ваги ноги і кліматичних умов певної області, але в середньому він становить один день на кілограм маси.
Процес сушіння займає від 6 до 36 місяців. Сушіння зазвичай починають взимку або ранньої весни, щоб скористатися повільним та поступовим збільшенням температури аж до пізнього літа.
Восени хамон зносять на нижчі поверхи приміщення, де він перебуває протягом 9–12 місяців при температурі 8–10° C. Тут починається процес в'ялення: під впливом мікрофлори м'ясо набуває характерної структури, смаку та аромату.
1. Дозрівання. Після сушіння продукт переносять в льох, де класифікують за вагою і якістю. На підставі цієї класифікації визначається час, необхідний для дозрівання кожної ноги, після чого вони залишаються дозрівати, як і раніше в підвішеному стані. На цьому етапі завдяки мікроклімату погребів «ноги» набувають свій унікальний смак і аромат.
2. Проба — це остання перевірка: тонкою довгою голкою (зробленою з кістки корови чи коня) експерти роблять два або три отвори в хамоні, щоб відчути аромат, який розповість їм про завершення стадії в'ялення.

Вживають хамон різаним на дуже тонкі скибочки. Нарізка хамона — особливе мистецтво, яким займається навчений фахівець — хамонеро, який використовує спеціальний інструмент. Підставка, на якій встановлюється хамон для різання, називається хамонера. Заклад, де подають хамон, називається хамонерія.

## Місця виготовлення хамона
Хамон виготовляють на всій території Іспанії, за винятком узбережжя. Як і в іспанських вин, у хамона існує свій Denominación de Origen, своєрідний «знак якості», який гарантує, що вироблений в певній провінції і з дотриманням незмінних місцевих стандартів (у кожній провінції вони свої). Міністерство сільського господарства Іспанії виділяє такі DOP:
- Cecina de León («Сесіна де Леон»)
- Dehesa de Extremadura («Діеса де Екстремадура»)
- Guijuelo («Гіхуело»)
- Jamón de Huelva («Хамон де Уельва»)
- Jamón de Teruel («Хамон де Теруель»)
- Jamón de Trevélez («Хамон де Тревелес»)

## Галерея

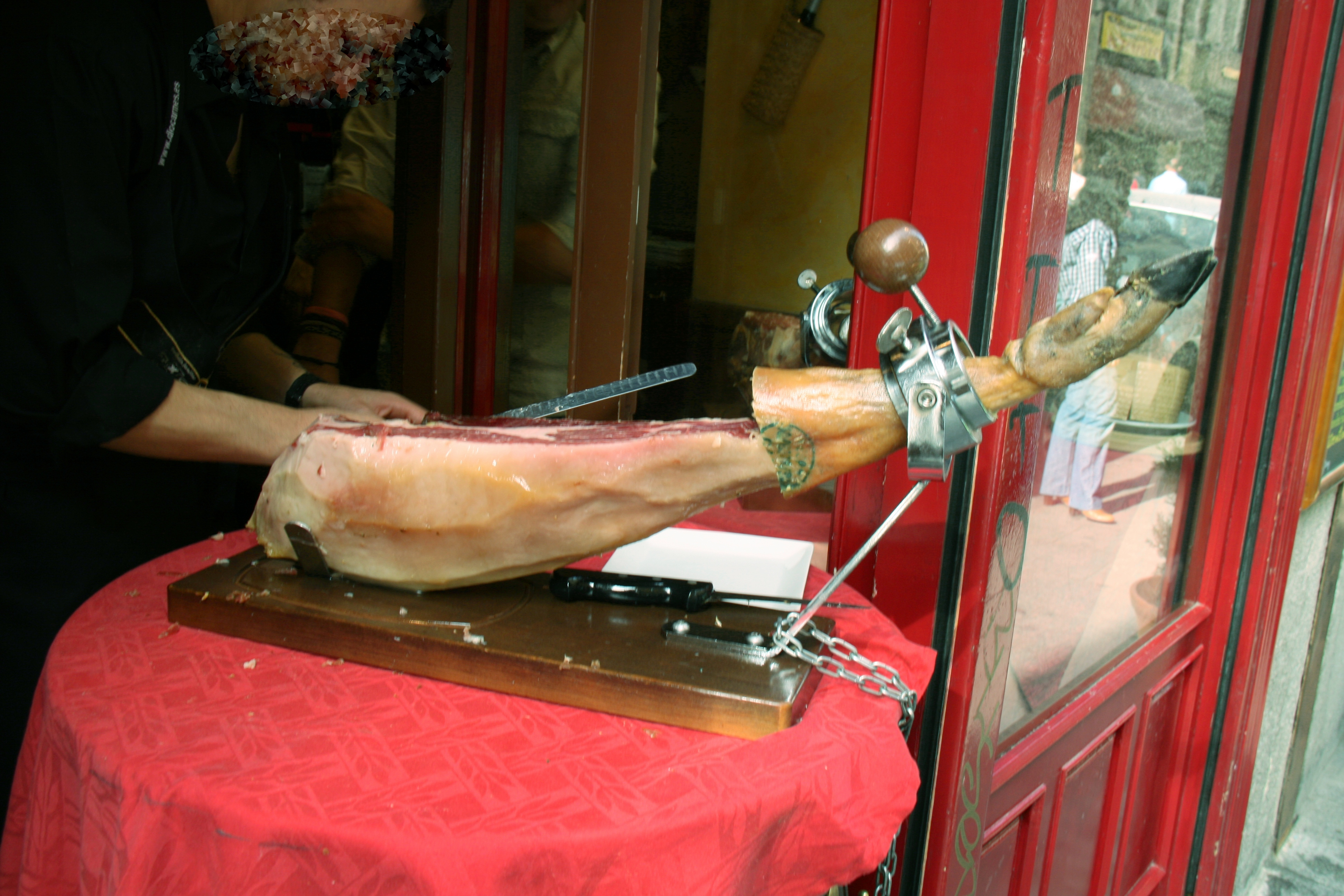
Нарізання хамона, закріпленого на хамонері
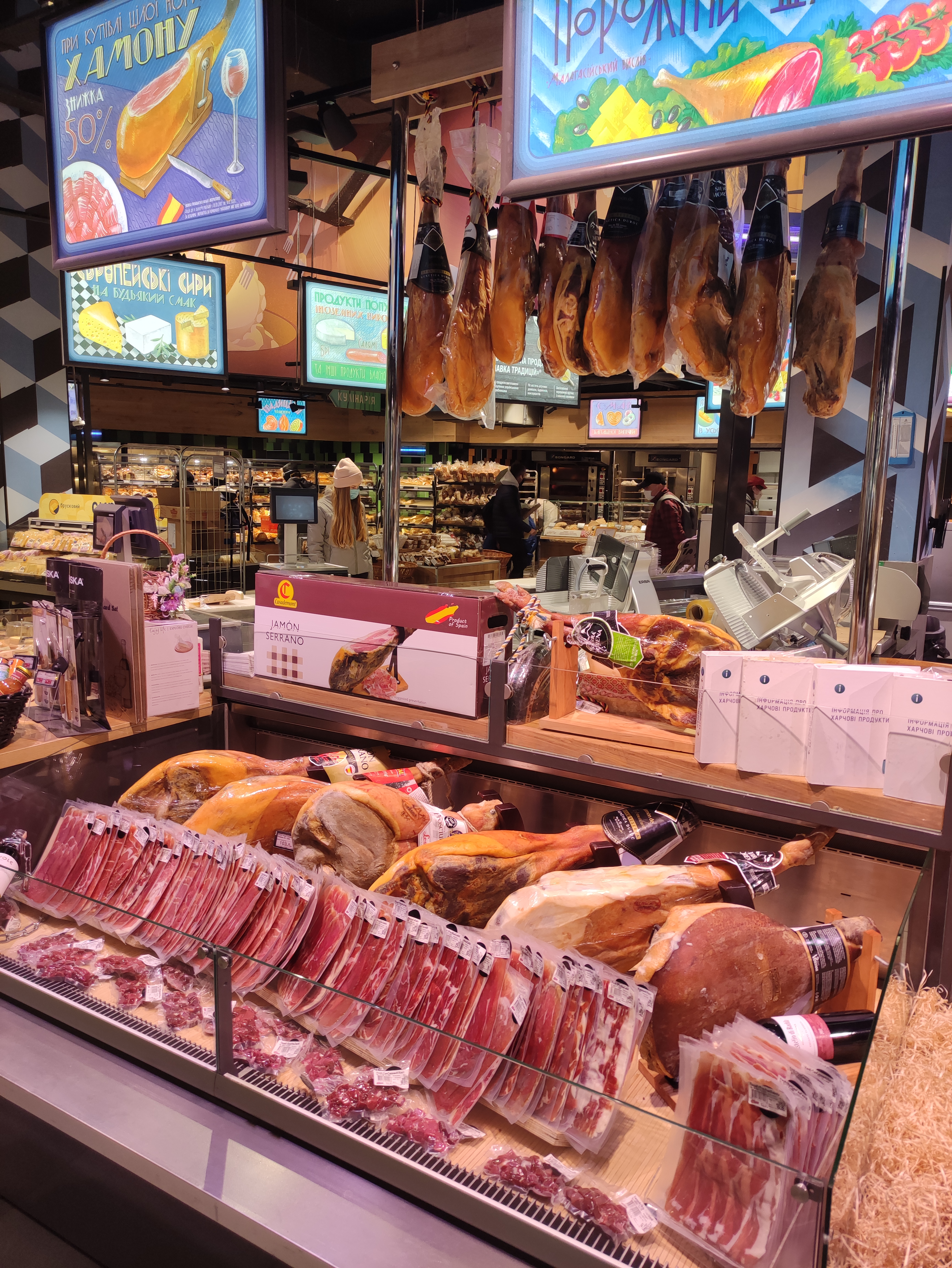
Хамон у київському Сільпо, 2021